# LG Vu 3
LG Vu 3 — це Android фаблет виробництва LG Electronics із серії LG Vu. Попередня інформація про смартфон з'явився в липня 2013 року, анонсований 23 вересня 2013 року, та вийшов через 4 дні у Південній Кореї. Телефон схожий за технічними характеристиками з іншим флагманом LG G2, але відрізняється від нього екраном з іншим співвідношенням сторін, у Vu 3 він 4:3. Смартфон є останнім у лінійці LG Vu, у 2014 році вийшов смартфон LG V10, який розпочав серію смартфонів LG V.

## Апаратне забезпечення
У Vu 3 стоїть 5,2-дюймовий IPS LCD дисплей з роздільною здатністю 1280 x 960p, покритим склом Gorilla Glass 2. Смартфон використовує процесор Qualcomm Snapdragon 800 з 2 ГБ оперативної пам'яті й 16 ГБ вбудованої пам'яті eMMC 4.5. Знімний акумулятор місткістю у 2610 мА·г.
Задня камера з роздільною здатністю 13 мегапікселів, з можливістю записом відео 1080p (FullHD), і автофокусом. Є також, фронтальна 2,1-мегапіксельна камера.

## Програмне забезпечення
У смартфоні встановлений Android Jelly Bean з оболонкою LG UX. Згодом стало доступним оновлення до Android 4.4.2 KitKat.